# 运动员进行曲
《运动员进行曲》创作于1971年，经常出现于中国大陆各级运动会中。

## 简介
1971年，为迎接在北京举行的亚洲乒乓球友好邀请赛，有关部门请中国人民解放军军乐团创作一首《运动员进行曲》。解放军军乐团在内部进行了征集，最终由吴光锐创作的《运动员进行曲》脱颖而出；之后又经解放军军乐团贾双、李明秀参与修改润色，形成了现今的《运动员进行曲》。作者之一吴光锐晚年接受采访时表示，自己一生中有两大光荣之事，一是参加开国大典，二是写下《运动员进行曲》。